# 빔펠 R-37

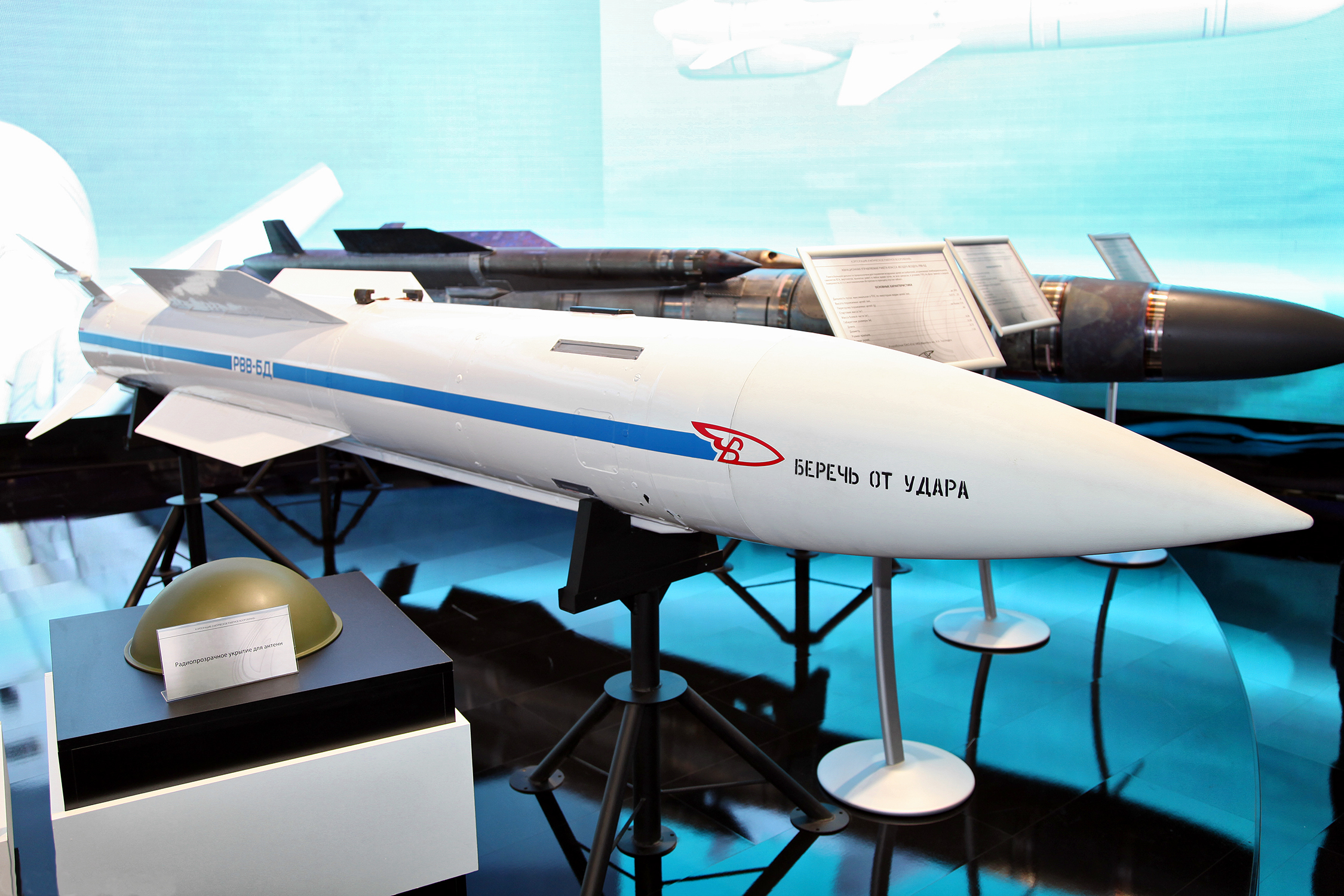
빔펠 R-37

빔펠 R-37(나토명 AA-13 애로우)은 사거리 400 km인 러시아의 장거리 공대공 미사일이다.

## 역사
사거리 300 km 빔펠 R-33(AA-9 아모스)를 개량했다. 조기경보기와 C4ISTAR 비행기를 요격하기 위해 개발되었다.
1983년 ~ 1985년에 설계되었으며, 1988년 최초 시험발사했다. 1994년 사거리 300 km 목표물을 요격하는데 성공했다. 예산문제로 개발중단되었다가 2006년 후반에 다시 개발이 시작되었다. 2019년에 R-37M이 실전배치되었다.
사거리 400 km이며, 고도 15-25000 m의 목표물을 요격한다.

## 북한
R-37은 수호이 Su-35에 장착될 것이다. 2014년 11월 북한 최룡해가 러시아에 구매요청을 한 것이 수호이 Su-35인데, 러시아가 비밀리에 비공식 수출을 할 수도 있다고 분석되는 전투기이다. 2000년 6월 한국이 F-15K를 선정할 때 경쟁입찰한 수호이 Su-37과 비슷하다. 당초 수호이 Su-35(플랭커-E)가 입찰에 참여한다고 했는데, 실제로는 수호이 Su-37(플랭커-F)이 입찰에 참여했다가 탈락했다